# Eliška Krupnová
Eliška Krupnová (* 23. června 1993, Mariánské Lázně) je bývalá česká florbalová útočnice, kapitánka české reprezentace a její nejproduktivnější hráčka v historii, dvojnásobná bronzová medailistka z mistrovství světa, čtyřnásobná mistryně Česka a jediná česká mistryně Švédska. V prosinci roku 2020 byla jako jediná česká hráčka v historii vyhlášena nejlepší florbalistkou světa. Rekordně osmkrát získala ocenění pro nejlepší českou florbalistkou. V nejvyšších florbalových soutěžích Česka a Švédska hrála v letech 2009 až 2024.

## Klubová kariéra
Krupnová s florbalem začínala v mládežnických týmech v Mariánských Lázních, kde působila do roku 2010. Od sezóny 2009/2010 hostovala v Extralize žen v týmu Herbadent Tigers SJM, do kterého následující rok přestoupila. V klubu zpočátku nastupovala kromě ženské i v dorostenecké a juniorské kategorii. V prvních čtyřech sezónách v Herbadentu získala s týmem čtyři mistrovské tituly, v následujících dvou sezónách získala ještě dva vicemistrovské a v letech 2009 až 2013 pět pohárů Českého florbalu.
V roce 2015 přestoupila do švédského týmu Pixbo IBK, kde se později stala kapitánkou týmu. S Pixbo vyhrála v sezóně 2015/2016 jako jediná Češka švédskou ligu. Ve vítězném superfinále byla vyhlášena nejlepší hráčkou. Zlato získala, také jako jediná Češka, i na následném Pohár mistrů, kde byla zařazena do All Star týmu. Ve čtyřech sezónách mezi lety 2020 a 2024 získala ještě čtyři tituly vicemistra vždy po porážce od Team Thorengruppen. V sezóně 2021/2022 hattrickem v rozhodujícím semifinálovém zápase pomohla k postupu Pixba do superfinále.  V roce 2023 přispěla gólem a dvěma asistencemi k vítězství ve finále švédského poháru. Mezi roky 2018 až 2022 v klubu hrála se svojí reprezentační spoluhráčkou Denisou Ratajovou. V roce 2023 získala s Pixbem rekordní deváté zlato na Czech Open. Na podzim 2024 vyhrála Singapurskou ligu s týmem Wondersticks. Po té ukončila vrcholovou kariéru.

## Reprezentační kariéra
Krupnová reprezentovala Česko na juniorském mistrovství světa v roce 2010, kde Češky získaly bronz, první českou ženskou medaili, a znovu i v roce 2012.
S ženskou reprezentací se zúčastnila poprvé Euro Floorball Tour v listopadu 2010 a následně mistrovství světa v roce 2011, kde získala bronzovou medaili, první českou ženskou medaili v dospělé kategorii. Hrála i na dalších šesti mistrovstvích v letech 2013 až 2023. Se sedmi starty patří k českým hráčkám s nejvyšším počtem účastí. Na šampionátu v roce 2017 byla nejproduktivnější českou hráčkou. Kromě mistrovství světa a kvalifikace reprezentovala pravidelně v přátelských zápasech a turnajích Euro Floorball Tour (EFT). Na Polish Cupu v roce 2013 s týmem poprvé v historii porazily Finsko. V roce 2016 se zúčastnila akademického mistrovství světa v Portugalsku, kde český tým vybojoval bronzové medaile.
Od mistrovství v roce 2019 až do konce keriéry byla kapitánkou reprezentace a v září roku 2020 se stala historicky nejproduktivnější českou reprezentantkou. V září 2023 na EFT dovedla český tým k první porážce Švédska v historii. Na mistrovství světa ve stejném roce získala další světový bronz, ke kterému přispěla brankou v zápase o třetí místo. Společně s brankářkou Janou Christianovou jsou jediné hráčky, které mají obě české bronzové medaile.
V roce 2021 překonala historický střelecký rekord Terezy Urbánkové 22 branek vstřelených na mistrovstvích světa. Na šampionátu v roce 2023 překonala rekord 135 zápasů v reprezentaci Hany Koníčkové. Po ukončení kariéry drží reprezentační rekordy se 141 odehranými zápasy, 176 body, 107 góly a 69 asistencemi.
Oficiální rozloučení s její kariérou proběhlo v rámci Euro Floorball Tour v Karlových Varech v listopadu 2024.

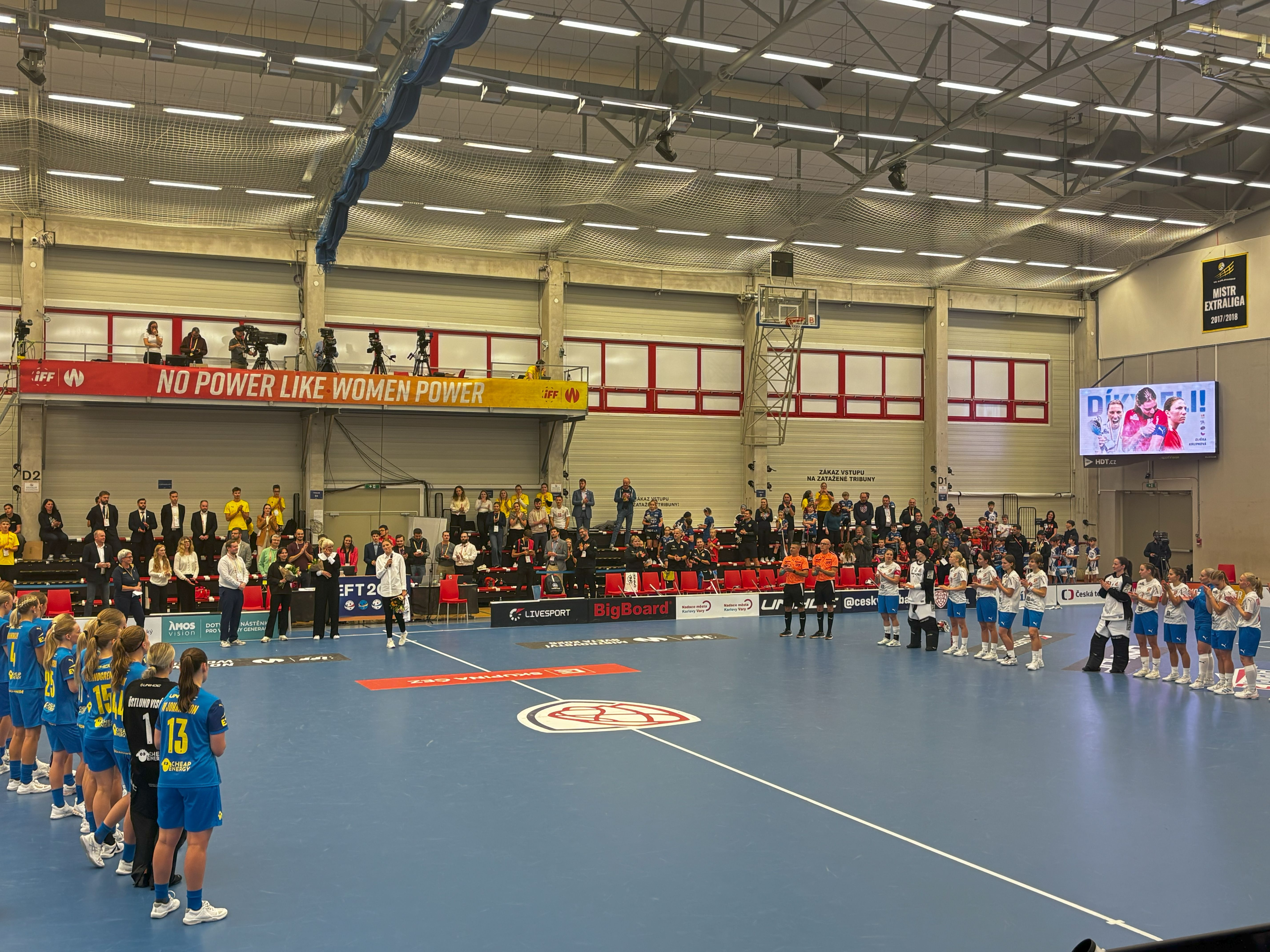
Rozloučení s kariérou Elišky Krupnové na Euro Floorball Tour v listopadu 2024 v Karlových Varech.

### Reprezentační statistiky na vrcholných turnajích
| Rok                            | Reprezentace                   | Turnaj                         | Umístění                       |    | Z  | G  | A  | B | TM |
| ------------------------------ | ------------------------------ | ------------------------------ | ------------------------------ | -- | -- | -- | -- | - | -- |
| 2010                           | Česko 19                       | MS U19                         | Bronzová medaile               | 5  | 2  | 0  | 2  | 0 |    |
| 2011                           | Česko                          | MS                             | Bronzová medaile               | 6  | 2  | 1  | 3  | 0 |    |
| 2012                           | Česko 19                       | MS U19                         | 4. místo                       | 2  | 0  | 0  | 0  | 0 |    |
| 2013                           | Česko                          | MS                             | 4. místo                       | 6  | 1  | 3  | 4  | 2 |    |
| 2015                           | Česko                          | MS                             | 4. místo                       | 6  | 4  | 3  | 7  | 2 |    |
| 2016                           | Česko                          | Akademické MS                  | Bronzová medaile               | 5  | 11 | 4  | 15 | 0 |    |
| 2017                           | Česko                          | MS                             | 4. místo                       | 6  | 4  | 6  | 10 | 0 |    |
| 2019 –                         | Česko                          | MS                             | 4. místo                       | 6  | 7  | 5  | 12 | 2 |    |
| 2021 –                         | Česko                          | MS                             | 4. místo                       | 6  | 5  | 1  | 6  | 0 |    |
| 2023 –                         | Česko                          | MS                             | Bronzová medaile               | 6  | 6  | 5  | 11 | 0 |    |
| Reprezentace U19               | Reprezentace U19               | Reprezentace U19               | Reprezentace U19               | 7  | 2  | 0  | 2  | 0 |    |
| Ženská akademická reprezentace | Ženská akademická reprezentace | Ženská akademická reprezentace | Ženská akademická reprezentace | 5  | 11 | 4  | 15 | 0 |    |
| Ženská reprezentace            | Ženská reprezentace            | Ženská reprezentace            | Ženská reprezentace            | 42 | 29 | 24 | 53 | 6 |    |

## Ocenění a úspěchy
- Nejlepší florbalistka světa 2020[2]
- Další umístění mezi nejlepšími 10 florbalistkami světa: 2016 (10.), 2021 (6.), 2022 (7.), 2023 (10.)[41][42][43][44]
- Nejlepší česká florbalistka sezony 2016, 2017, 2018, 2019, 2021, 2022, 2023, 2024[42][4]
- Vítězka české extraligy 2010, 2011, 2012, 2013[5]
- Vítězka švédské superligy 2016[9]
- Vítězka Poháru mistrů a členka All Star týmu 2016[9]